# Komisje Rozdawnicze Koronna i Litewska

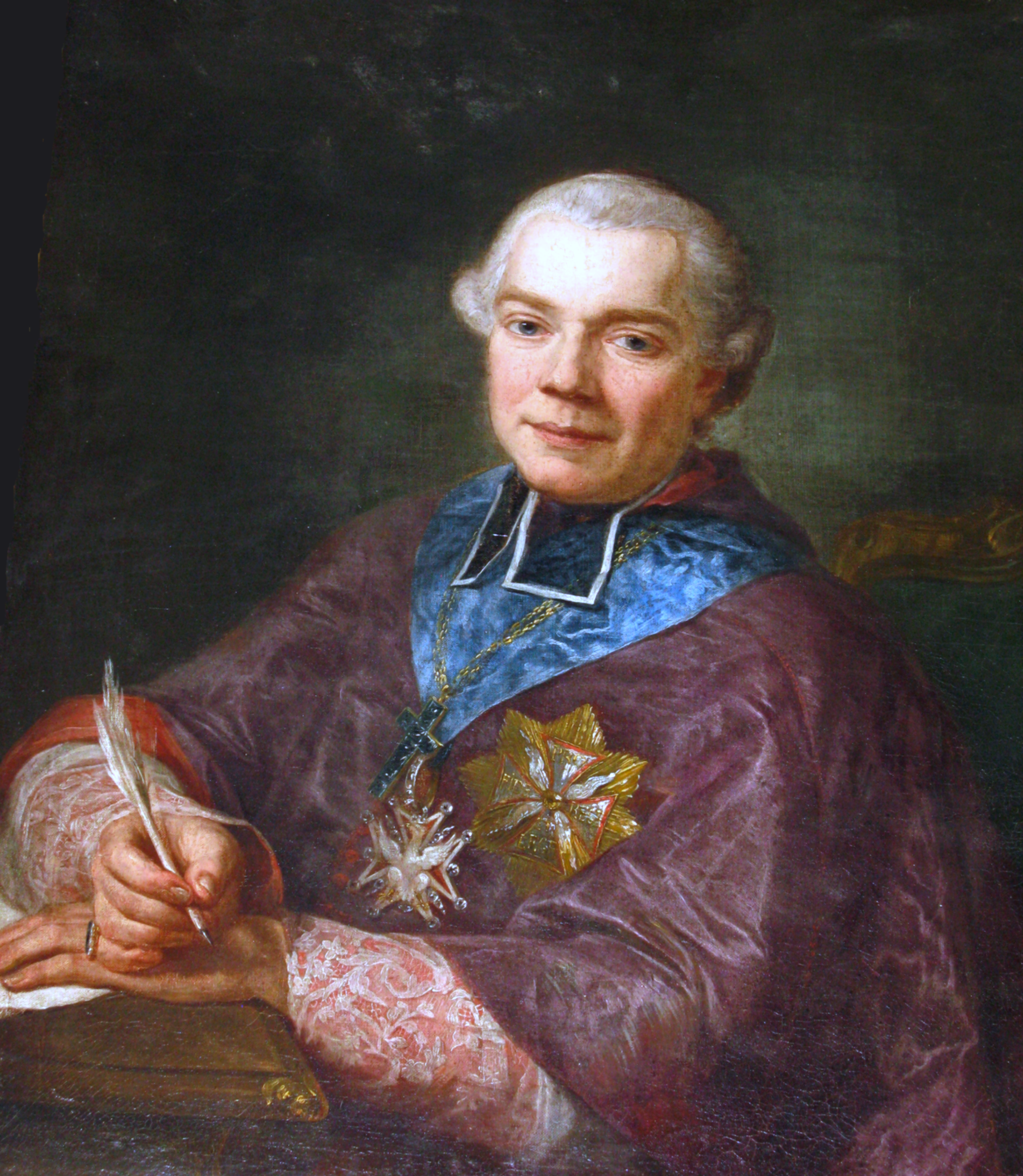
Biskup wileński Ignacy Jakub Massalski, pierwszy prezes KEN, oskarżony o defraudację 300 tysięcy złp z majątku pojezuickiego przeznaczonego na edukację

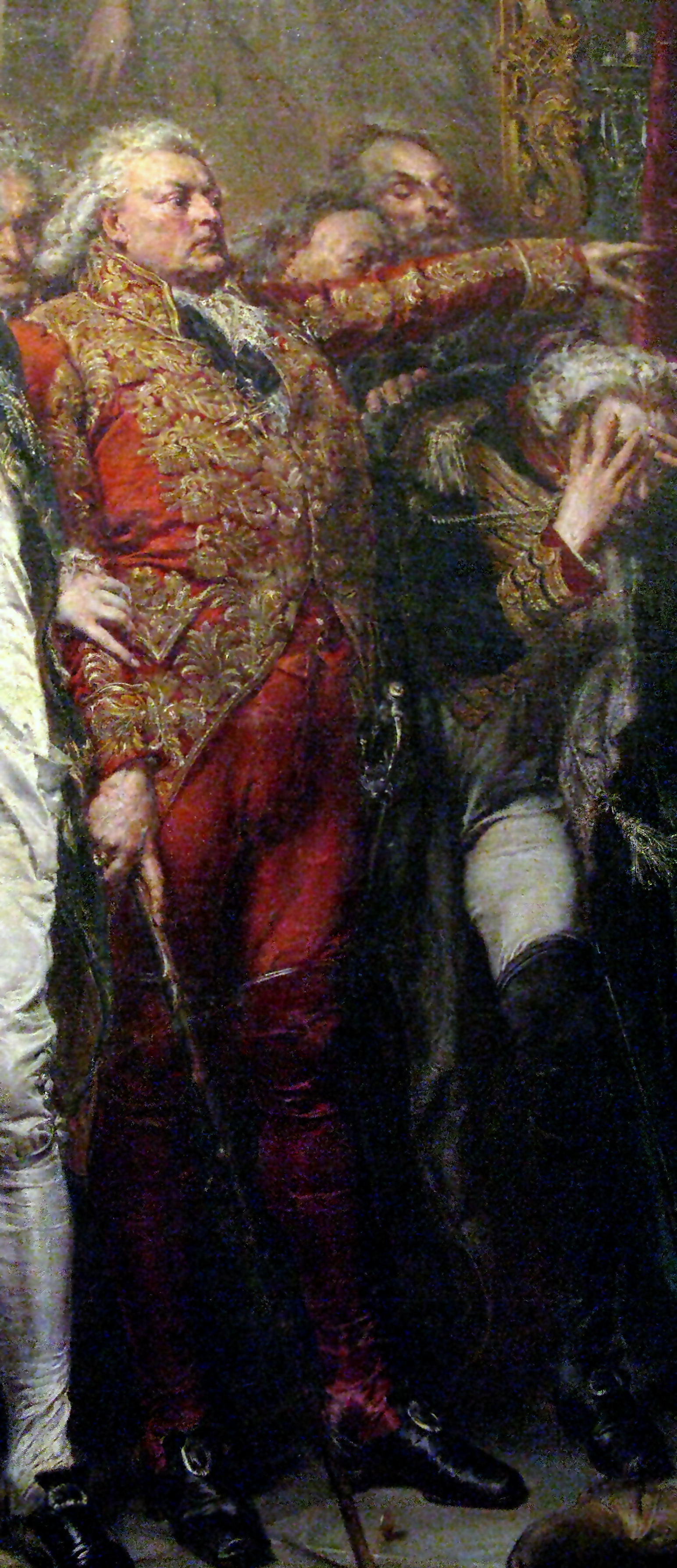
Marszałek Adam Poniński był zwolennikiem sprzedaży pojezuickich dóbr ziemskich rodowitej szlachcie

Komisje Rozdawnicze Koronna i Litewska 1774–1776 – ustanowione przez Sejm Rozbiorowy 1773–1775 celem sprzedaży majątku zakonu jezuitów, skasowanego w Rzeczypospolitej.

## Historia
W 1773 roku Sejm Rozbiorowy w milczeniu przyjął breve kasacyjne Klemensa XIV Dominus ac Redemptor. Stanisław August Poniatowski dążył do przejęcia zarządu nad majątkiem pojezuickim poprzez podsunięte osoby, by uzyskać nowe źródło dóbr dla kaptowania swoich zwolenników. Wyznaczona przez monarchę komisja miała administrować pojezuicką masą majątkową i czuwać nad jak najkorzystniejszym obrotem kapitałów, przeznaczonych na edukację publiczną. Projekt ten wniósł w czasie obrad delegacji 8 października 1773 roku podkanclerzy litewski Joachim Litawor Chreptowicz. Zgodzono się utworzyć komisję edukacyjną oraz lustracyjną. Do zadań tej drugiej miało należeć zbadanie wartości pojezuickiego majątku ruchomego i nieruchomego. Marszałek Adam Poniński przystał na ten projekt z zastrzeżeniem, by nieruchomości oddano w emfiteuzę szlachcie rodowej. 14 października 1773 na wniosek Stanisława Augusta Poniatowskiego i za zgodą rosyjskiego posła nadzwyczajnego i ministra pełnomocnego Ottona Magnusa von Stackelberga powołano Komisję Edukacji Narodowej.
Jednak przed przybyciem lustratorów magnaccy fundatorzy dzieł jezuickich i ich sukcesorzy zdołali zabrać dużą część majątku pojezuickiego, niejednokrotnie zajmując ich grunta i przesuwając kopce graniczne. Także sami lustratorzy dopuszczali się kradzieży.
14 marca 1774 przyjęto wniosek kanclerza wielkiego koronnego biskupa poznańskiego Andrzeja Stanisława Młodziejowskiego by powołać dwie komisje rozdawnicze: koronną oraz litewską, liczące po 14 senatorów i 32 posłów, do przydziału dóbr ziemskich.
Szacowana wartość mienia jezuitów przejętego przez Rzeczpospolitą wynosiła 32 mln złp. W rozdziale dóbr ziemskich miała uczestniczyć tylko dawna szlachta rodowita, zaś nieruchomości w miastach mogła nabywać również świeża szlachta i mieszczanie; kolegia pojezuickie pozostawiono do dyspozycji KEN. Dobra ruchome i sprzęty nieprzydatne w edukacji sprzedano na licytacji.
Wszelkie srebra kościelne oddano do mennicy, nie wyłączając monstrancji. W czasie likwidacji majątku dopuszczano się wielu malwersacji, nagminnie dochodziło do przypadków korupcji. Oblicza się, że nawet połowa materiału przesyłanego do mennicy mogła być przejęta na cele prywatne przez lustratorów i ich pomocników. Według ówczesnych świadectw, dochodziło do sytuacji, gdy ludzie klękali przed końmi, których szory były zrobione ze sreber pojezuickich znajdujących się na ołtarzach.
Ze sprzedaży naczyń kościelnych 1,5 mln złp przypadło Augustowi Kazimierzowi Sułkowskiemu, 600 tysięcy złp biskupowi wileńskiemu Ignacemu Jakubowi Massalskiemu, tyle samo kanclerzowi Młodziejowskiemu. Znaczną sumę przekazano także królowi.
W komisjach rozdawniczych dużą rolę odgrywali m.in. Adam Poniński, hetman polny koronny Franciszek Ksawery Branicki, marszałek wielki litewski Władysław Roch Gurowski, biskup wileński Ignacy Jakub Massalski, biskup poznański Andrzej Stanisław Młodziejowski. Nuncjusz Giuseppe Garampi skarżył się na wymienionych biskupów do Rzymu, że przeprowadzając sekularyzację dóbr pojezuickich, przywłaszczyli sobie znaczne sumy, pozwalając na zabór kielichów, sreber i naczyń kościelnych. Wzburzony nazywał Polaków narodem bezprzykładnym. Sam biskup Massalski dopuścił się defraudacji 300 000 złotych polskich z funduszy przeznaczonych na edukację. Według ówczesnych świadectw członkowie komisji dopuszczali się łupiestw i kradzieży, rozdzielając pomiędzy siebie lub swoich krewnych za bezcen dobra pojezuickie. Dobra i kapitały jezuitów przejmowali komisarze rozdawniczy, członkowie delegacji sejmowej, dworzanie i faworyci królewscy. Niejednokrotnie król podpisywał przywileje na emfiteuzę na żądanie swoich faworytek.
Ustanowiono też dwie komisje sądownicze po 32 członków każda dla dóbr, w stosunku do których toczyły się procesy sądowe. Już 5 komisarzy wystarczało do kompletu.
Dopiero Sejm 1776 ustanowił komisję egzaminacyjną, która zajęła się działalnością KEN, komisji rozdawniczych i sądowych. Na wniosek biskupa płockiego Michała Poniatowskiego 22 października rozwiązał komisje rozdawnicze i sądowe, przelewając ich kompetencje na KEN.